# Giulio Base
Giulio Base (né le 6 décembre 1964 à Turin) est un acteur et réalisateur de cinéma italien.

## Filmographie

### Acteur
- 1989 : Aquile
- 1991 : Crack (it)
- 1991 : Il portaborse de Daniele Luchetti
- 1991 : Caldo soffocante de Giovanna Gagliardo
- 1992 : Teste rasate de Claudio Fragasso
- 1993 : Lest (it)
- 1993 : Journal intime (Caro Diario) de Nanni Moretti
- 1995 : Policier (Poliziotti), synopsis, scénario et réalisateur
- 1997 : Lovest (it)
- 1997 : Nessuno escluso de Massimo Spano
- 1998 : Lui e lei de Luciano Manuzzi
- 1998 : Il macellaio de Aurelio Grimaldi
- 1999 : La lingua del santo, de Carlo Mazzacurati
- 1999 : Lui e lei 2 de Luciano Manuzzi et Elisabetta Lodoli
- 2000 : Un sacré détective
- 2000 : Valeria medico legale
- 2002 : Il compagno americano de Barbara Bardi
- 2004 : Diritto di difesa
- 2006 : L'Enquête sacrée
- 2007 : Pompei
- 2008 : Cartoline da Roma
- 2010 : Tutti pazzi per amore 2
- 2015 : Mio papà (it)
- 2017 : Tout l'argent du monde de Ridley Scott
- 2018 : Il banchiere anarchico
- 2022 : Corro da te de Riccardo Milani

### Réalisateur
- 1991 : Crack (it)
- 1993 : Lest (it)
- 1995 : Policier (Poliziotti)
- 1997 : Lovest (it)
- 1999 : La bomba
- 2000 : Padre Pio - Tra cielo e terra (it) (téléfilm)
- 2000 : Un sacré détective (Don Matteo) (série télévisée)
- 2000 : Non ho l'età (it) (téléfilm)
- 2003 : Maria Goretti (it)
- 2005 : Saint Pierre (it) (San Pietro)
- 2006 : L'Enquête sacrée (L'inchiesta)
- 2007 : Pompei (it)
- 2008 : Cartoline da Roma
- 2009 : Doc West
- 2009 : L'Homme à la gâchette (Doc West 2)
- 2010 : Un cane per due (it)
- 2011 : La donna della domenica (it)
- 2014 : Il pretore (it)
- 2014 : Mio papà (it)
- 2016 : La coppia dei campioni (it)
- 2018 : Il banchiere anarchico (it)
- 2019 : Bar Giuseppe (it)
- 2020 : Un cielo stellato sopra il ghetto di Roma (it)
- 2023 : À la recherche
- 2024 : Margherita delle stelle (it) (téléfilm)

### Scénariste
- 1993 : Lest (it)
- 1997 : Lovest (it)
- 1999 : La bomba
- 2016 : Ciao Brother, scénario